# Timmermann
Timmermann ist ein deutscher Familienname.

## Herkunft und Bedeutung
Timmermann ist ein Berufsname, der sich auf den Zimmermann bezieht.

## Varianten
Timmerman, Timmermanns, Timmermans, Zimmermann

## Namensträger
- Astrid Timmermann-Fechter (* 1963), deutsche Politikerin (CDU)
- Beate Timmermann (* 1967), deutsche Onkologin
- Bernardo Timmermann (1912–1986), chilenischer Fotograf, Bergsteigern und Politiker deutscher Herkunft
- Christian Schmidt-Timmermann (* 1958), deutscher Sänger und Musikpädagoge
- Claus Timmermann (1866–1941), deutschamerikanischer Anarchist und Verleger
- Claus-Christian Timmermann (* 1947), deutscher Hochfrequenztechniker und Hochschullehrer
- Dieter Timmermann (* 1943), deutscher Bildungsökonom
- Dirk Timmermann (* 1957), deutscher Ingenieur
- Franz Timmermann (um 1515–nach 1540), deutscher Maler; siehe Franz Tymmermann
- Franz Hubert Timmermann (* 1933), deutscher Jurist und Autor
- Friedrich Timmermann (1855–1928), deutscher Landwirt und Politiker
- Gert Timmermann (1935–2008), deutscher Hörfunkmoderator
- Gottschalk Timmermann († 1570), deutscher Kaufmann und Politiker, Ratsherr in Lübeck
- Günter Timmermann (1908–1979), deutscher Ornithologe
- Hans Timmermann (Schauspieler) (1926–2005), deutscher Schauspieler und Regisseur
- Hans Timmermann (Trainer), deutscher Turntrainer
- Heiner Timmermann (1940–2018), deutscher Historiker
- Helga Timmermann (* 1953), deutsche Architektin
- Ina-Marie Timmermann (* 2002), deutsche Fußballspielerin
- Iris Timmermann, Geburtsname von Iris Kramer (* 1960), deutsche Jazzmusikerin
- Johannes Timmermann (1929–2012), deutscher Lehrer und Heimatforscher
- Juliane Timmermann (* 1976), deutsche Politikerin (SPD)
- Karin Timmermann (* 1947), deutsche Politikerin (SPD)
- Karl Timmermann (* 1952), deutscher Musiker
- Karl H. Timmermann (1922–1951), US-amerikanischer Offizier
- Karsten Timmermann († 1542), deutscher Politiker, Ratsherr in Lübeck
- Lars Timmermann (* 1972), deutscher Neurologe und Hochschullehrer
- Leni Timmermann (1901–1992), deutsche Pianistin und Autorin
- Maik Timmermann (* 1974), deutscher Musiker, Songwriter, Produzent und DJ
- Maike Timmermann (* 1989), deutsche Fußballspielerin
- Manfred Timmermann (1936–2004), deutscher Wirtschafts- und Verwaltungswissenschaftler
- Otto Timmermann (1916–2008), deutscher Mundartdichter
- Rainer Timmermann (1946–2023), deutscher Politiker (CDU), Bürgermeister von Seevetal
- Ralph Timmermann (* 1959), deutscher Diplomat
- Sabine Timmermann, deutsche Filmproduzentin
- Theo Timmermann (* 1996), deutscher Volleyballspieler
- Theodor Timmermann (Politiker) (1627–1700), deutscher Apotheker und Politiker, Bürgermeister von Mannheim
- Theodor Gerhard Timmermann (1727–1792), deutscher Mediziner und Hochschullehrer
- Till Timmermann (* 1995), deutscher Schauspieler
- Ulf Timmermann (* 1962), deutscher Leichtathlet
- Ulrich Timmermann (* 1952), deutscher Journalist, Autor und Fotograf
- Wilhelm Timmermann (1902–1979), deutscher Jurist und Politiker (NSDAP), Oberbürgermeister von Schwerin